# براثام
براثام (بالإنجليزية: Pratham)‏ هي واحدة من أكبر المنظمات غير الحكومية في الهند. شارك في تأسيسها مادهاف شافان وفريدة لامباي. تعمل المنظمة على توفير التعليم الجيد للأطفال المحرومين في الهند.
تأسست منظمة براثام في مومباي عام 1995 لتوفير التعليم قبل المدرسي للأطفال في الأحياء الفقيرة، ولديها اليوم تدخلات منتشرة عبر 23 ولاية ومنطقة اتحادية في الهند، ولديها فروع داعمة في الولايات المتحدة والمملكة المتحدة وألمانيا والسويد وأستراليا.
حصل مؤسس براثام والرئيس التنفيذي السابق، مادهاف شافان، على جائزة (Skoll) لريادة الأعمال الاجتماعية لعام 2011. بالإضافة إلى ذلك، حصلت براثام على جائزة مؤسسة بانكو بيلباو فيزكايا أرجنتاريا لرواد المعرفة لعام 2013 في التعاون الإنمائي، نتيجة نجاحها في تلبية الاحتياجات التعليمية لعشرات الملايين من الأطفال المحرومين لأكثر من عشرين عامًا. ومن خلال القيام بذلك، قامت بتصميم وتنفيذ أساليب جديدة تعمل على تسريع اكتساب القراءة، باستخدام نهج شعبي حيث يتم تجميع التلاميذ حسب المستويات والاحتياجات الفعلية بدلا من العمر، في حين توفر تدريبا محددا للمُعلّمين والمتطوعين المعينين في برامجها. في عام 2018، حصلت براثام على جائزة لوي تشي وو، وهي جائزة ابتكار متعددة القطاعات تعترف بالمساهمات البارزة التي تعود بالنفع على البشرية. تم اختيار براثام بالإجماع في فئة الطاقة الإيجابية، والتي ركزت على القضاء على الأمية.

## تاريخ

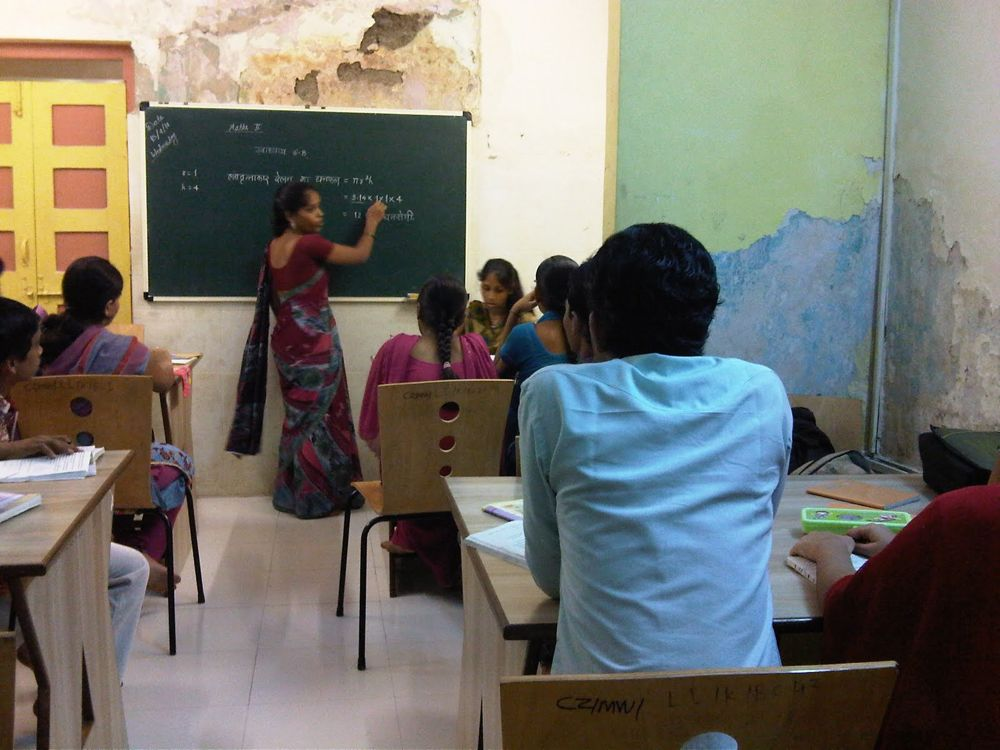
صف الرياضيات في مومباي، الهند، أغسطس-نوفمبر 2010

أنشأت اليونيسف في الأصل مبادرة بومباي للتعليم في مومباي لإقامة شراكة ثلاثية بين الحكومة والشركات والمجتمع المدني لتحسين التعليم الابتدائي في الهند. وأدى ذلك إلى تشكيل براثام كمؤسسة خيرية مستقلة في عام 1995.
بدأت براثام بإقامة balwadis (فصول ما قبل التعليم) للأطفال في الأحياء الفقيرة في مومباي. وتم تجنيد متطوعين للتدريس في أماكن داخل المجتمعات، بما في ذلك المعابد والمكاتب وحتى منازل الناس. تضاعفت فصول ما قبل المدرسة في براثام وتم تكرارها في مواقع أخرى.

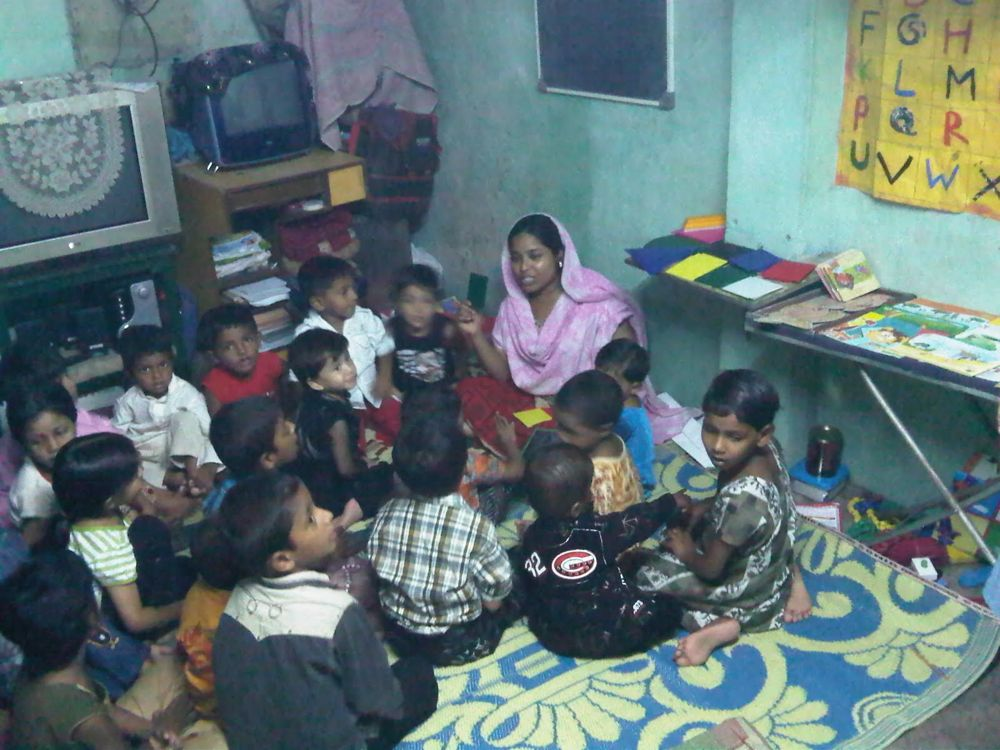
صف ما قبل المدرسة، مومباي، الهند، أغسطس-نوفمبر 2010

## المهام
هدف براثام هو (Every Child in School and Learning well). ومن خلال زيادة مستويات معرفة القراءة والكتابة بين فقراء الهند الذين يمثلون حوالي ثلث فقراء العالم، تهدف براثام إلى تحسين المساواة الاقتصادية والاجتماعية في الهند. ويتم ذلك من خلال إدخال نماذج تعليمية منخفضة التكلفة تكون مستدامة وقابلة للتكرار.

## البرامج
تقرير الحالة السنوية للتعليم (ASER)، هو عبارة عن دراسة استقصائية على مستوى الأسرة تقوم بجمع معلومات عن حالة تعليم الأطفال ونتائج التعلم الأساسية في كل منطقة ريفية في البلاد تقريبًا. يعد استطلاع (ASER) بمثابة تمرين تشاركي هائل شارك فيه حوالي 500 منظمة وما يزيد عن 250.00 متطوع كل عام منذ عام 2005. وكجزء من المسح، يتم إنشاء تقديرات لحالة تعليم الأطفال وتعليمهم على مستوى المنطقة والولايات والمستوى الوطني. (ASER) هو المصدر السنوي الوحيد للبيانات المتعلقة بنتائج تعلم الأطفال المتاحة في الهند اليوم، وغالبًا ما يُنسب إليه الفضل في تغيير تركيز المناقشات حول التعليم في الهند من المدخلات إلى النتائج. لقد تم تكييف نموذج (ASER) للاستخدام من قبل أربعة عشر دولة أخرى عبر ثلاث قارات. وقد اجتمعت هذه البلدان بشكل عضوي لتشكل شبكة العمل الشعبي من أجل التعلم (PAL)، التي يوجد مقر أمانتها في نيروبي.
اقرأ الهند (Read India): على الرغم من الإصلاحات التعليمية في الهند في السنوات الأخيرة، إلا أن التعليم الجيد لا يزال يشكل مصدر قلق، خاصة بين المجتمعات ذات الدخل المنخفض. كشفت نتائج (ASER) لعامي 2005 و2006 أن 50% من الأطفال في المدارس الحكومية لا يستطيعون القراءة أو الكتابة أو إجراء العمليات الحسابية الأساسية على الرغم من بقائهم في المدرسة لمدة 4-5 سنوات. تم إطلاق برنامج "اقرأ الهند" في عام 2007 لتحسين مهارات القراءة والكتابة والحساب الأساسية للأطفال الذين تتراوح أعمارهم بين 6 إلى 14 عامًا، ويتم تنفيذه من قبل معلمي المدارس وعمال أنغانوادي (anganwadi) والمتطوعين الذين تدربهم براثام. وصلت مبادرة "اقرأ في الهند" إلى ما يقرب من 34 مليون طفل حتى الآن، مما أدى إلى تحسينات واسعة النطاق في مستويات معرفة القراءة والكتابة في عدة ولايات في الهند.
كتب براثام (Pratham Books): هي منظمة غير ربحية تنشر كتبًا عالية الجودة وبأسعار معقولة للأطفال، أُنشئت عام 2004 لتكملة برنامج "اقرأ الهند". نشرت أكثر من 200 عنوان أصلي بعشر لغات هندية ووصلت إلى أكثر من 14 مليون طفل.
البرامج المباشرة (Direct programs): تسعى برامج براثام المباشرة إلى استكمال الجهود الحكومية لتحسين جودة التعليم من خلال التعليم ما قبل المدرسي، وبرامج دعم التعلم، والمكتبات، وتعميم الأطفال المتسربين. يتم توفير الدعم التعليمي لمدة عام كامل في مراكز الأطفال الذين يعيشون في المنطقة المجاورة مباشرة. وعادة ما يتم تنفيذ هذه البرامج في المناطق العشوائية الحضرية أو القرى الفقيرة، حيث لا يتمتع الأطفال بسهولة الوصول إلى التعليم الجيد.
(Lakhon Mein Ek): هي حملة دعوة للعمل أطلقتها مؤسسة براثام التعليمية ومركز (ASER). عملت المنظمة، بالتعاون مع مواطنين من مختلف أنحاء البلاد، على تحسين حالة تعلم الأطفال في 100.000 قرية ومجتمع محلي.
بدأت الحملة في 21 أكتوبر 2015، وبحلول 11 يناير 2016، وصلت إلى أكثر من 150 ألف قرية ومجتمع محلي. علاوة على ذلك، انضم أكثر من 300.000 متطوع إلى الحملة وتفاعلوا مع حوالي 1 كرور (10 ملايين) طفل. بحلول 16 يناير 2016، سيتم تحقيق نجاح الحملة من خلال عزم المواطنين في كل مكان على مساعدة الأطفال على اكتساب قدرات القراءة والرياضيات الأساسية في هذه المواقع.
التدريب المهني (Vocational Training): في عام 2005، أطلقت شركة براثام معهد براثام، ذراعها للمهارات المهنية. وكان الهدف هو تدريب الشباب من الخلفيات المحرومة اقتصاديًا (العمر 18-25 عامًا) وتزويدهم بمهارات قابلة للتوظيف، إلى جانب إمكانية الوصول إلى فرص العمل وريادة الأعمال. اليوم، تتيح برامج معهد براثام في جميع أنحاء البلاد للشباب الوصول إلى مناصب مبتدئة ومواضع في 10 مهن رئيسية. وتم الوصول إلى ما يقرب من 25 ألف شاب في الفترة من 2017 إلى 2018، وتم تدريب الشباب ثم تعيينهم في وظائف للمبتدئين أو مساعدتهم على بدء أعمالهم التجارية الخاصة.
أعمال أخرى: أنشأت براثام أيضًا برامج أخرى للأطفال والشباب الهنود المحرومين، بما في ذلك مجلس براثام للأطفال الضعفاء (PCVC)، ومركز رعاية وتعليم الطفولة المبكرة (ECCE)، ومحو الأمية بمساعدة الكمبيوتر.

## التدريس حسب المستوى المناسب (TaRL)
رغم أن تعميم الوصول إلى التعليم كان واحداً من أبرز إنجازات الهند منذ ماضيها القريب، فإن العديد من الأطفال ما زالوا لا يكتسبون المهارات الأساسية مثل القراءة والحساب في الوقت المناسب، في وقت مبكر من السنوات الابتدائية.
في حين تم اقتراح العديد من الحلول وتنفيذها، في سيناريو يكون فيه عدد كبير من الأطفال "متخلفين عن الركب"، فقد طورت براثام حلاً يسمى التدريس حسب المستوى المناسب (TaRL) والذي يمكّن الأطفال من اكتساب المهارات الأساسية، مثل القراءة والحساب بسرعة. وبغض النظر عن العمر أو الصف الدراسي، يبدأ التدريس على مستوى الطفل. وهذا هو المقصود بـ "التدريس حسب المستوى المناسب". تم تصميم طريقة (TaRL) التي طورتها براثام في الأصل مع الأخذ في الاعتبار الأطفال الذين وصلوا بالفعل إلى المستوى الثالث أو الرابع أو الخامس ولكن لم يكتسبوا بعد المهارات الأساسية. وينصب التركيز على مساعدة الأطفال في القراءة الأساسية والفهم والتعبير عن أنفسهم بالإضافة إلى المهارات الحسابية. هذه هي اللبنات الأساسية التي تساعد الطفل على المضي قدمًا. وقد أظهرت الدراسات أنه بمجرد اكتساب هذه القدرات فإنها تدوم مع مرور الوقت. (TaRL) هي استراتيجية فعالة ومنخفضة التكلفة تساعد الأطفال على "اللحاق بالركب" في فترة زمنية قصيرة. يمكن للأطفال الذين تبلغ أعمارهم 7 أو 8 سنوات أو أكبر والذين كانوا في المدرسة لبضع سنوات أن "يلتقطوا" (pick up) بسرعة.
ولكي يكون نهج "التدريس حسب المستوى المناسب" فعّالاً، فلابد من دمجه في نظام بيئي أكبر تتوافق عناصره مع دعم وضمان التعلم لجميع الأطفال. فيما يلي السمات الرئيسية للنظام المدرسي التي يجب تغييرها لضمان إمكانية التعلم للجميع.
|                                | التدريس الاعتيادي                                                                              | التدريس حسب المستوى المناسب |
| ------------------------------ | ---------------------------------------------------------------------------------------------- | --- |
| الهدف                          | الهدف هو استكمال الكتاب المدرسي على مستوى الصف.                                                | أهداف واضحة المعالم للقراءة الأساسية والحساب. الهدف هو ضمان المهارات الأساسية الأساسية للجميع. |
| التدريب والتوجيه               | الأشخاص الموارد كمدربين. ضعف الدعم المستمر في الموقع من قبل أولئك الذين قاموا بتدريب المعلمين. | تم إنشاء "قادة الممارسة" من خلال "التعلم بالممارسة". حدد كادرًا حكوميًا "يمارس" النهج لمدة 20-25 يومًا ويلمس النجاح، ثم يقوم بتدريب المعلمين وتوفير المراقبة والتوجيه المستمر في الموقع.                                                                          |
| التجميع                        | تدريس الفصل الكامل على مستوى الصف.                                                             | يتم تجميع الأطفال حسب المستوى وليس حسب الصف للتعليم. ينتقل الأطفال بسرعة من مجموعة إلى أخرى مع تقدمهم. “التدريس حسب المستوى المناسب”. |
| التدريس والأنشطة               | "الطباشير والحديث" (chalk and talk). "توجيه الكتاب"(Textbook driven). التدريس إلى "أعلى الصف"  | إطار بسيط للأنشطة اليومية التي يمكن تكييفها مع تقدم الأطفال. (CAMaL - الأنشطة المجمعة لتحقيق أقصى قدر من التعلم). الأنشطة في مجموعات كبيرة ومجموعات صغيرة وفردية.                                                                                              |
| التقدير القياس مراجعة البيانات | يتم إجراء اختبار مستوى الصف بالقلم والورق في بداية المرحلة وفي نهايتها.                        | يتم استخدام تقييم شفهي بسيط وسريع فرديًا في البداية للتجميع. يتم استخدام تقييم مماثل بشكل دوري لتتبع التقدم. مناقشة البيانات ومراجعتها على جميع المستويات. البيانات المجمعة على مستوى المدرسة أو الفصل المستخدمة لدفع البرنامج وليس البيانات المتعلقة بالأطفال. |

يصل (TaRL) إلى ملايين الأطفال كل عام. ولم يتم توسيع نطاقه ليشمل مواقع في جميع أنحاء الهند فحسب، بل بدأ أيضًا في الآونة الأخيرة في تكييفه وتوسيع نطاقه من قبل المنظمات والحكومات في بلدان في أفريقيا وجنوب آسيا وأمريكا اللاتينية.

### المغرب
في شتنبر 2022، تم لأول مرة عرض خصائص برنامج (TaRL) في الدورة الثانية للمناظرة الوطنية للتنمية البشرية بالصخيرات، من طرف روكميني بانيرجي، الرئيسة المديرة العامة لمؤسسة براثام، التي طورت البرنامج. وقد جاء الاعتماد على هذا البرنامج في إطار تفعيل العمل بمشروع "مؤسسات الريادة" بسلك التعليم الابتدائي العمومي خلال الموسم المدرسي 2024/2023، تفعيلا لمشاريع تنزيل خارطة الطريق 2022-2026. في أكتوبر 2022، جرى تقديم وتقاسم نتائج المرحلة الأولى منها في إطار "مشروع الدعم التربوي"، وذلك في أفق تعميمها على جميع جهات ومدارس المغرب.

## الاعتراف
لقد تم الاعتراف بشركة براثام دوليًا من خلال جوائز مرموقة ومنظمات بارزة لجودة ابتكاراتها، فضلاً عن تأثيرها الواسع.
- جائزة ييدان لتطوير التعليم لروكميني بانيرجي (2021)[22]
- جائزة لوي تشي وو 2018 في فئة الطاقة الإيجابية للقضاء على الأمية، هونغ كونغ (2018)
- وسام الخدمة المتميزة لمادهاف تشافان، كلية المعلمين، جامعة كولومبيا (2017)
- جائزة مؤسسة BBVA "حدود المعرفة" (2014)
- الاعتراف من قبل الجمعية الآسيوية كمغير لقواعد اللعبة في آسيا (2014)
- جائزة وايز للتعليم المقدمة من مؤسسة قطر لمادهاف شافان (2012)
- جائزة كرافيس في القيادة (2010)

## للاستزادة
- مشروع التعلم بمساعدة الكمبيوتر مع براثام في الهند بانيرجي وأبهيجيت وشون كول وإستر دوفلو ولي ليندون. 2007. "علاج التعليم: الأدلة من التجارب العشوائية في الهند." المجلة الفصلية للاقتصاد 122(3): 1235-1264.
- كيفية تدريس اللغة الإنجليزية في الهند: اختبار الإنتاجية النسبية لطرق التدريس ضمن برنامج براثام لتعليم اللغة الإنجليزية
- الحوافز التعليمية للآباء والأطفال في الهند بيري، جيمس. "التحكم في الطفل في قرارات التعليم: تقييم الحوافز المستهدفة للتعلم في الهند." ورقة عمل، جامعة كورنيل، يونيو 2011.
- فصول التجسير وشبكات الأقران بين الأطفال خارج المدرسة في الهند بيري وجيمس ولي ليندن. "الفصول الدراسية وشبكات الأقران بين الأطفال خارج المدرسة في الهند." ورقة عمل، معهد ماساتشوستس للتكنولوجيا، مارس 2009.
- اقرأ الهند: مساعدة طلاب المدارس الابتدائية في الهند على اكتساب مهارات القراءة والرياضيات الأساسية
- ما الذي يساعد الأطفال على التعلم؟ تقييم برنامج براثام اقرأ الهند في بيهار وأوتاراخاند - JPAL
- الأمل وسط اليأس. سرد لحياة وآمال أطفال براثام. 2006، نارين، تشيتان
- استدامة الأمل. بعد خمس سنوات. سرد لحياة وآمال أطفال براثام. 2011 نارين، أكشار
- 3 R's وM تدريس الموسيقى في الأحياء الفقيرة في الهند. 2013 نارين، أكشار
- تحسين تعليم القراءة والكتابة والرياضيات على نطاق واسع في المدارس الابتدائية في الهند: حالة برنامج اقرأ الهند التابع لبراثام. 2016. مجلة التغيير التربوي. بانيرجي وروكميني وشافان ومادهاف.
- برنامج Pratham's Read India - اتخاذ خطوات صغيرة نحو التعلم على نطاق واسع. 2016. مركز التعليم العالمي في بروكينجز.
- كسب الحق في التوسع. 2019. جونك، كيم وميهان، وليام.
- التدريس على المستوى المناسب: من الاهتمام بالاستبعاد إلى تحديات التنفيذ ورقة خلفية لتقرير GEM 2020: الشمول والتعليم. الكل يعني الكل. اليونسكو ، باريس. بانيرجي، روكميني، لاكشمان، ساميوكتا، وأغاروال، أرجون.
- التعلم للجميع: دروس من ASER وPratham في الهند حول دور المواطنين والمجتمعات في تحسين تعلم الأطفال. 2021. تم نشره كفصل كتاب (رقم 13) في المجلد المحرر من كتاب "تمكين مجتمع التعلم في عصر الاضطراب من قبل التعليم في منطقة آسيا والمحيط الهادئ: القضايا والاهتمامات والآفاق" (بنك التنمية الآسيوي سبرينغر). بانيرجي، روكميني.